# موپرتویس (دهانه)
موپرتویس یک دهانه برخوردی در ماه‌ است.

## دهانه‌های اقماری
این دهانه ۵ دهانه اقماری دارد.
| Maupertuis | عرض جغرافیایی | طول جغرافیایی | قطر          |
| ---------- | ------------- | ------------- | ------------ |
| A          | ۵۰.۶° N       | ۲۴.۷° W       | ۱۴.۰ کیلومتر |
| C          | ۵۰.۲° N       | ۲۴.۰° W       | ۱۱.۰ کیلومتر |
| B          | ۵۱.۳° N       | ۲۶.۷° W       | ۶.۰ کیلومتر  |
| K          | ۴۹.۳° N       | ۲۵.۰° W       | ۶.۰ کیلومتر  |
| L          | ۵۱.۳° N       | ۲۹.۲° W       | ۶.۰ کیلومتر  |